# 正法寺古墳

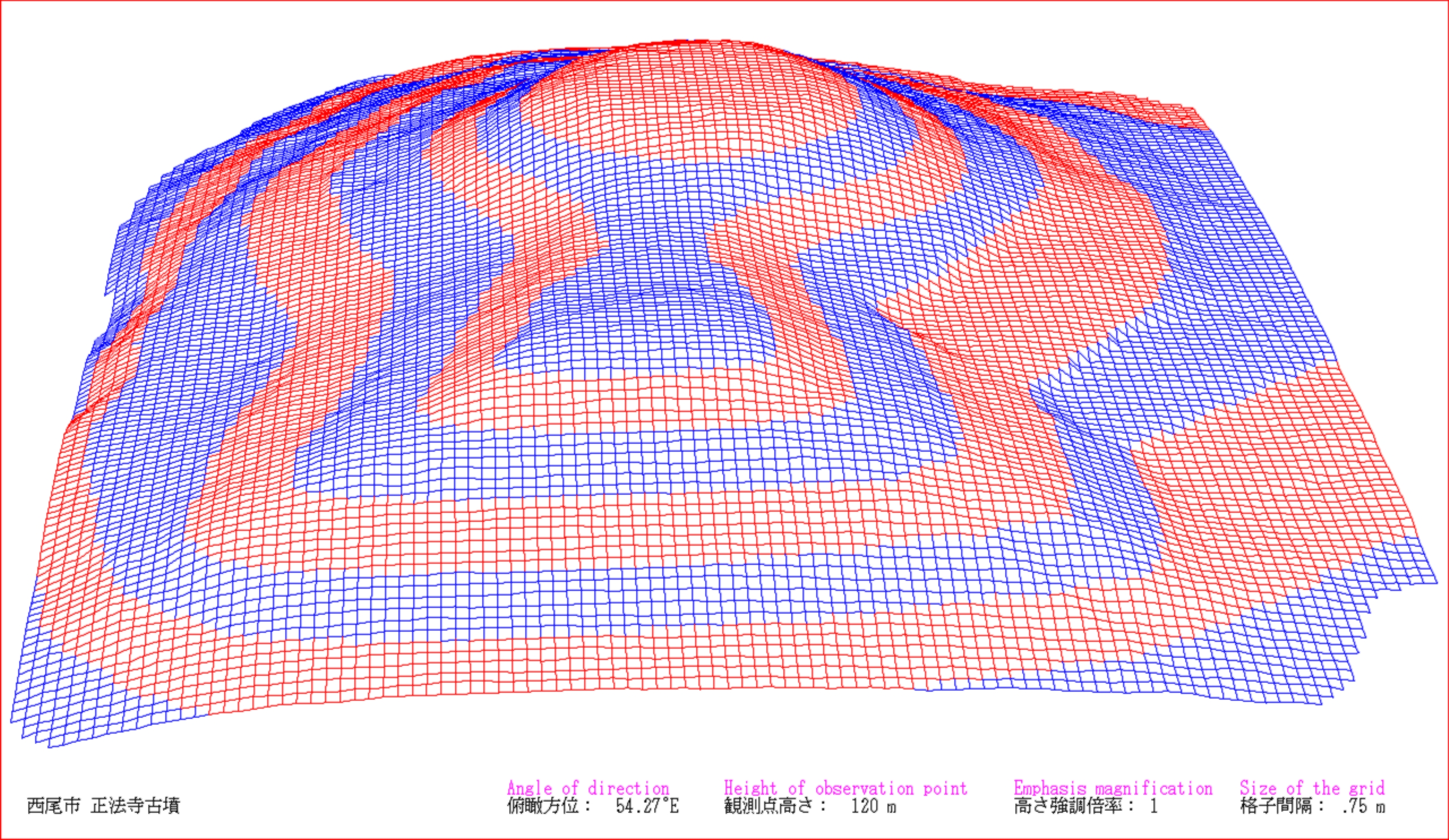
3DCGで描画した正法寺古墳

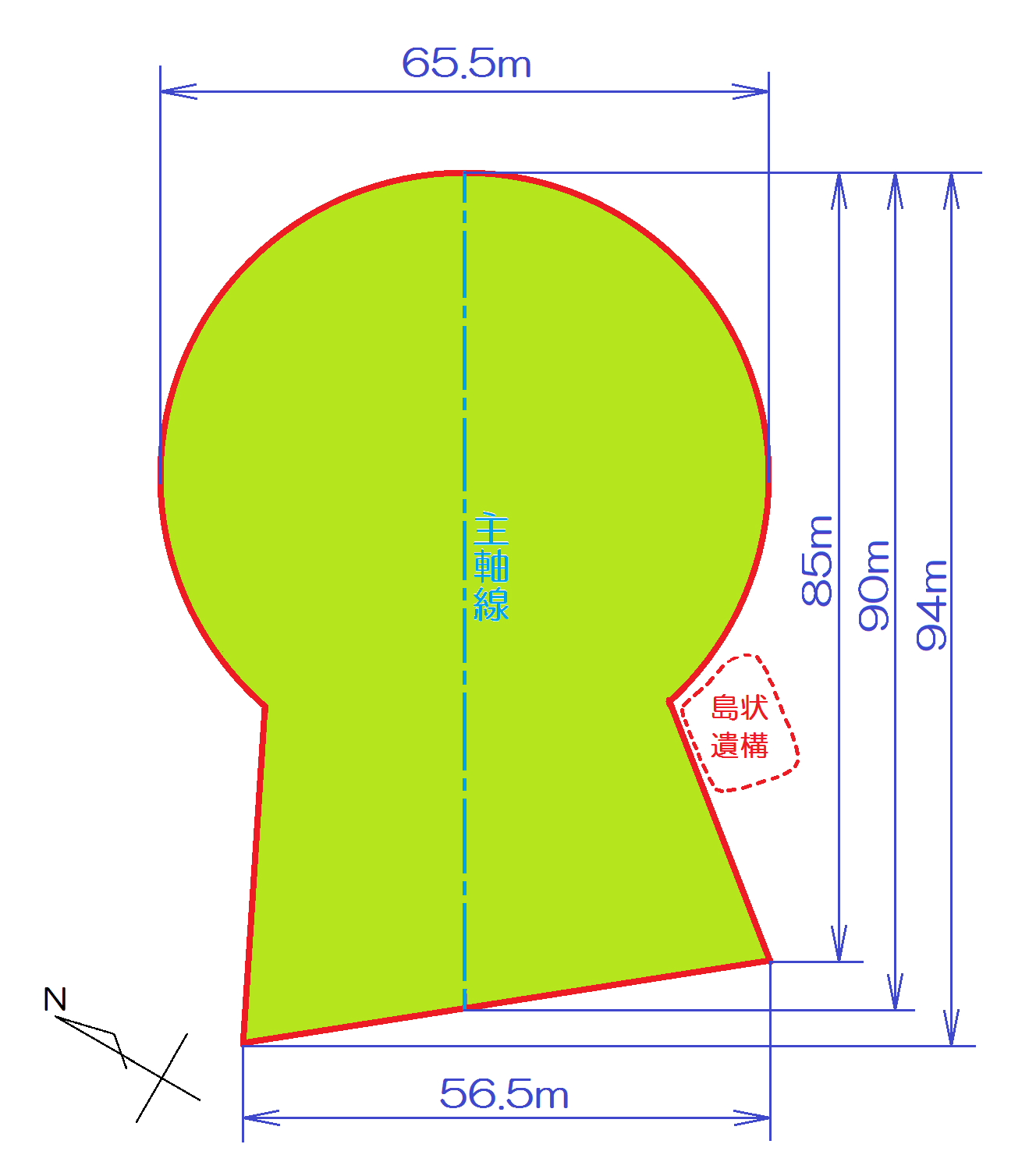
正法寺古墳墳形模式図

正法寺古墳（しょうぼうじこふん）は、愛知県西尾市（旧幡豆郡吉良町）吉良町乙川西大山にある古墳時代中期の前方後円墳。1936年に国の史跡に指定されている。
医王山正法寺の北西の山中に位置する。	

## 周辺の環境
正法寺古墳は愛知県の中央部を縦貫する矢作川の河口部に位置する。現在の矢作川氾濫平野の海岸線は主に近世以降本格化した干拓により形成されたもので、海抜0m地帯が広がっている。近世以前の正法寺古墳が立地する丘陵は旧吉良町と旧幡豆町にまたがる標高115mの独立丘陵から東へ約400m張り出した半島となっていたとみられる。古墳時代の海岸線は遺跡分布などから現在より最大約10km内陸に入り込んでいたと推定され、その後、古代・中世には矢作川の堆積作用により徐々に陸地化が進行したものとみられる。
古墳の周囲2km以内の丘陵は斑レイ岩で形成されており、墳丘を覆う葺石はほぼすべて斑レイ岩が用いられている。古墳周辺の土壌は赤褐色粘質土であるが、これは斑レイ岩に含まれる鉄分の影響によるものである。
正法寺古墳の名称の由来となっている正法寺の由緒は、足利氏の援助により室町時代初期に真言宗鳳来寺の末寺として再興されたとされ、江戸時代初期に曹洞宗に改宗し、1702年からは領主旗本津田氏の祈願所として仏供料10石の奉納を受けていた。江戸時代以来、眼病に霊験あらたかな薬師如来として近隣住民の信仰を集めている、とされる。

## 保存と調査の経緯
正法寺古墳の墳丘やその南側の地域は、江戸時代から肥料や焚きものに利用する下草や落ち葉を採集する乙川村の入会地となっていた。1907年に古墳周辺の土地は正法寺に寄付されるが、墳丘部分は松林で、戦前ごろまで近隣住民が落ち葉の利用権を入札で決めていたという。墳丘が開墾を免れたのは入会地であったことが大きいと思われる。
古墳周辺は昭和初期に吉田公園として整備された。しかし1959年の伊勢湾台風で大きな被害を受け、その後公園は放置され、草が生い茂り安易に墳丘に近づけない状況となっていた。
1989年に吉良町教育委員会が竹下内閣の「ふるさと創生事業」の一環で（正法寺）古墳公園として再整備を行った。
西尾市（吉良町）教育委員会では、今後史跡指定地内の公有地化を行い、史跡整備事業の実施を計画している。整備にあたっては三河湾を望む古墳の景観と、里山的な雰囲気を残すことを基本に進める、とする。
本墳が古墳として広く認識されるようになったのは、小栗鐵次郎の調査による。墳丘測量図が作成され、全長89mの前方後円墳として紹介された。
墳丘測量図は1985年に改めて作成。
2001・2002年度に吉良町教育委員会が史跡の範囲および内容確認のため、墳丘の再測量と発掘調査を行った。測量はラジコンヘリコプターの空中写真測量により、発掘調査は墳裾推定地や墳丘斜面に設置した計11本のトレンチによる。

## 墳形と規模

### 概要
2001・2002年度の調査結果からすると、墳丘は整った3段築成の前方後円墳だが、前方部前端ラインが墳丘主軸に対して斜交するとする（ただし文献では墳丘主軸の設定定義の説明がなされていない）。前方部側辺の平面形も左右対称になっていない。
墳丘規模は以下の通り。全長94m（後円部東側墳裾～前方部北西角）、90m（主軸線上）、85m（後円部東側墳裾～前方部南西角）。後円部径65.5m。くびれ部幅44m。前方部幅56.5m。
高さに関して、文献では明確な数値を出していないが、後円部頂標高28.8m、前方部頂標高26.6mに対し、1段目葺石基底石（墳裾）の標高が18.9～20.4mとしており、それらの引き算から求めることができる。
前方部が左右対称とならず、前方部前面が墳丘主軸線に直行しない理由は、自然の丘陵の地形を活かしつつ可能な限り大きく墳丘を築いた結果と考えられる、とする。
前方部後円部ともに墳丘の2段目まではほぼ地山を削り出して形成、3段目の大半は盛土形成である、とする。

### 島状遺構
南側くびれ部で島状遺構と考えられるコーナー部を確認。本来は方形だったと推定できるとする。
くびれ部と島状遺構の間の埋土中から、集中して円筒埴輪が出土。
正法寺古墳の島状遺構はくびれ部に位置しており、神戸市五色塚古墳の島状遺構の形状に近いとする。正法寺古墳の島状遺構の位置は同時期の古墳の造り出しの位置と共通し、祭祀行為の性格は不明ながら墳丘と隔された特別の空間として造り出しと同様の性格を有していたと考えられる、とする。

## 埋葬施設・遺物
埋葬施設に対する調査は実施しておらず、副葬品も確認されていない。円筒埴輪は各トレンチから出土したが、原位置で検出されたものはない。形象埴輪は蓋（きぬがさ）・家・器種不明が確認。形象埴輪は主に3段目斜面裾の流土中より出土しており、前方部・後円部ともに墳頂部に形象埴輪が据えられていたと考えられる、とする。
埴輪の時期は、仲津山古墳段階に併行する中期前葉（川西編年Ⅲ期）と考えられる、とする。
後円部のトレンチで小型器台と考えられる須恵器が出土。類例は国内で数点確認されているに過ぎないもので、時期はTK-73型式新段階と考えられる、とする。

## 築造時期
埴輪および墳丘形態から中期前葉（4世紀後葉から5世紀初頭）とする。出土した須恵器の時期は埴輪から想定される時期と時期差を認めざるを得ず、古墳完成時に使用された物とは断定できないが、出土位置から後円部頂に供献された物が転落したものとみられる、とする。

## 特徴と意義
本墳は海との関係を抜きにして考えることはできない。本墳は当時の矢作川の河口域に位置し、被葬者は三河湾、さらには伊勢湾の水上交通を掌握した人物と想定される。伊勢地域では本墳とほぼ同時期に精巧な船形埴輪を出土した宝塚1号墳が築造されており、伊勢湾・三河湾の両岸に築かれた両古墳は、東国へ至る交通路の安定確保を意図する畿内政権の強い影響下において成立したといえる、とする。

## ギャラリー

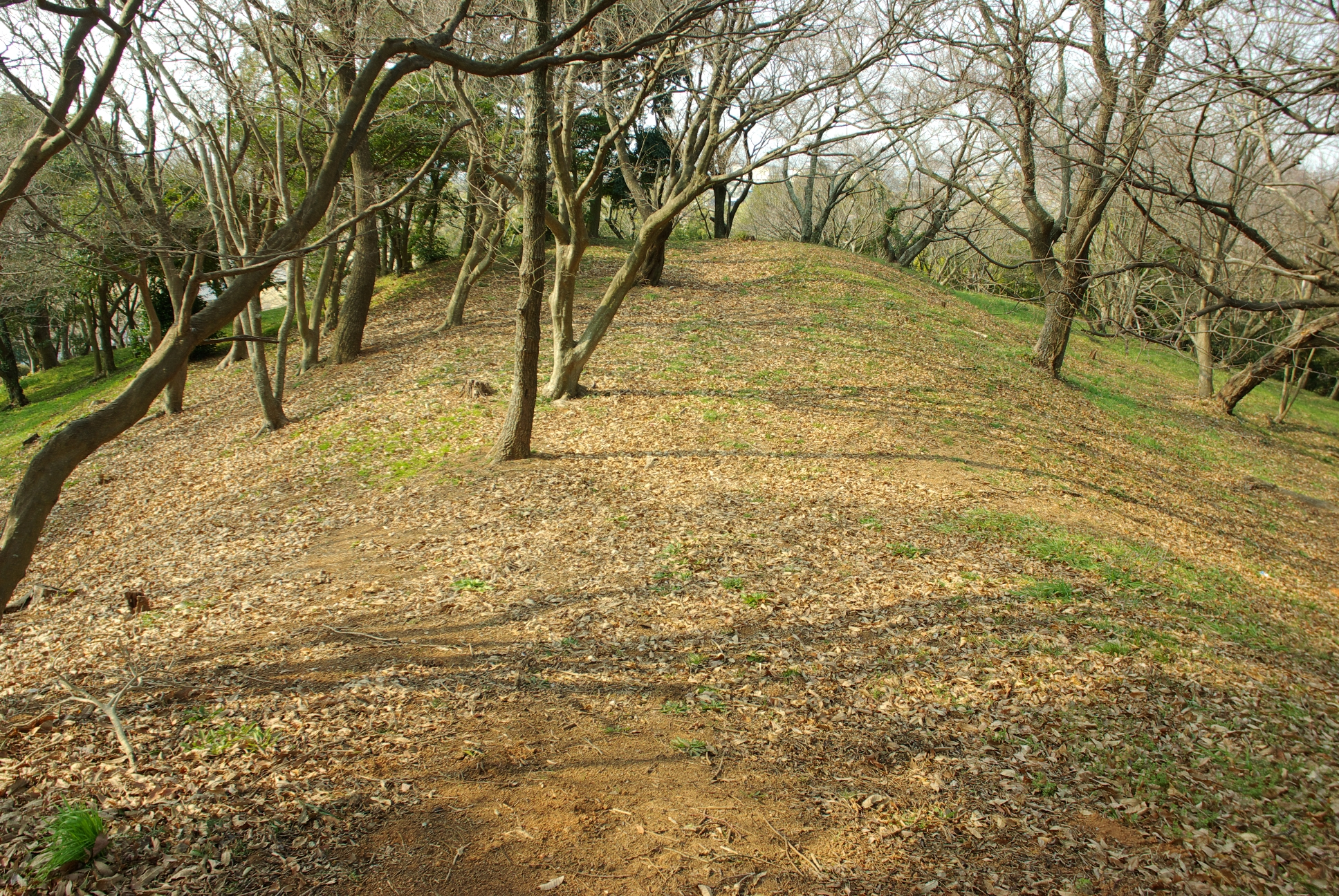
正法寺古墳後円部から見た前方部
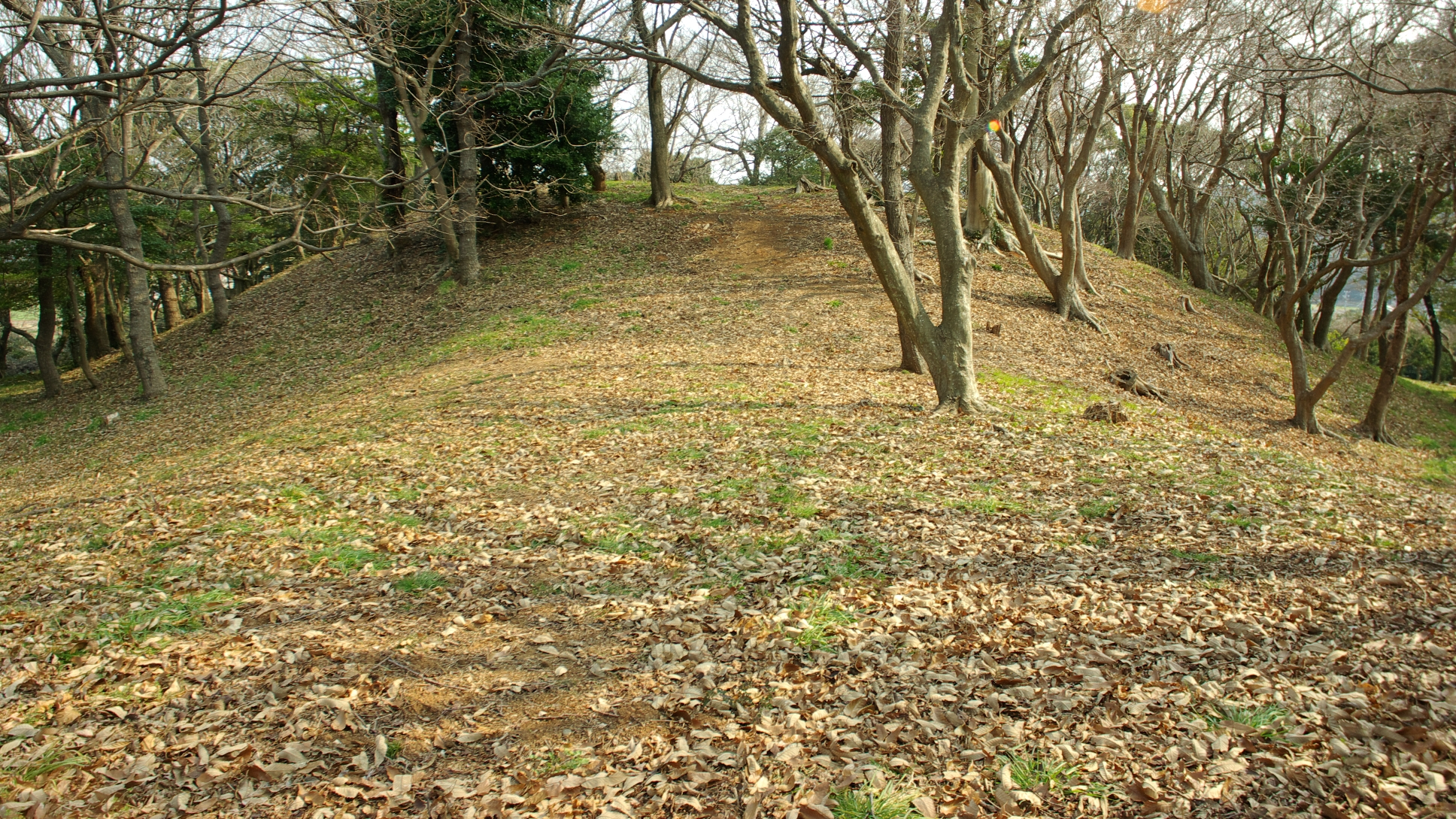
正法寺古墳前方部から見た後円部
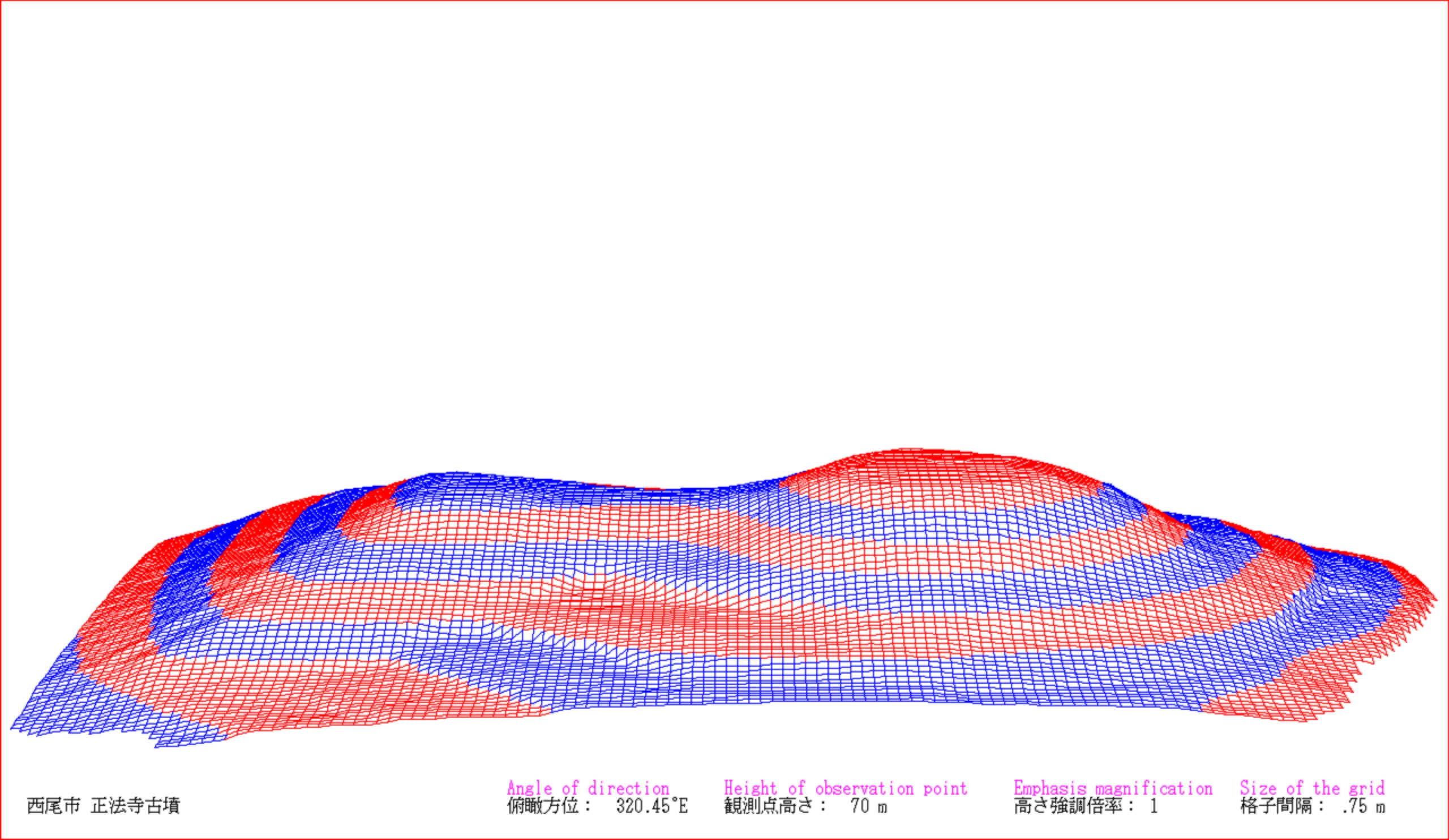
3DCGで描画。南東方向から見る
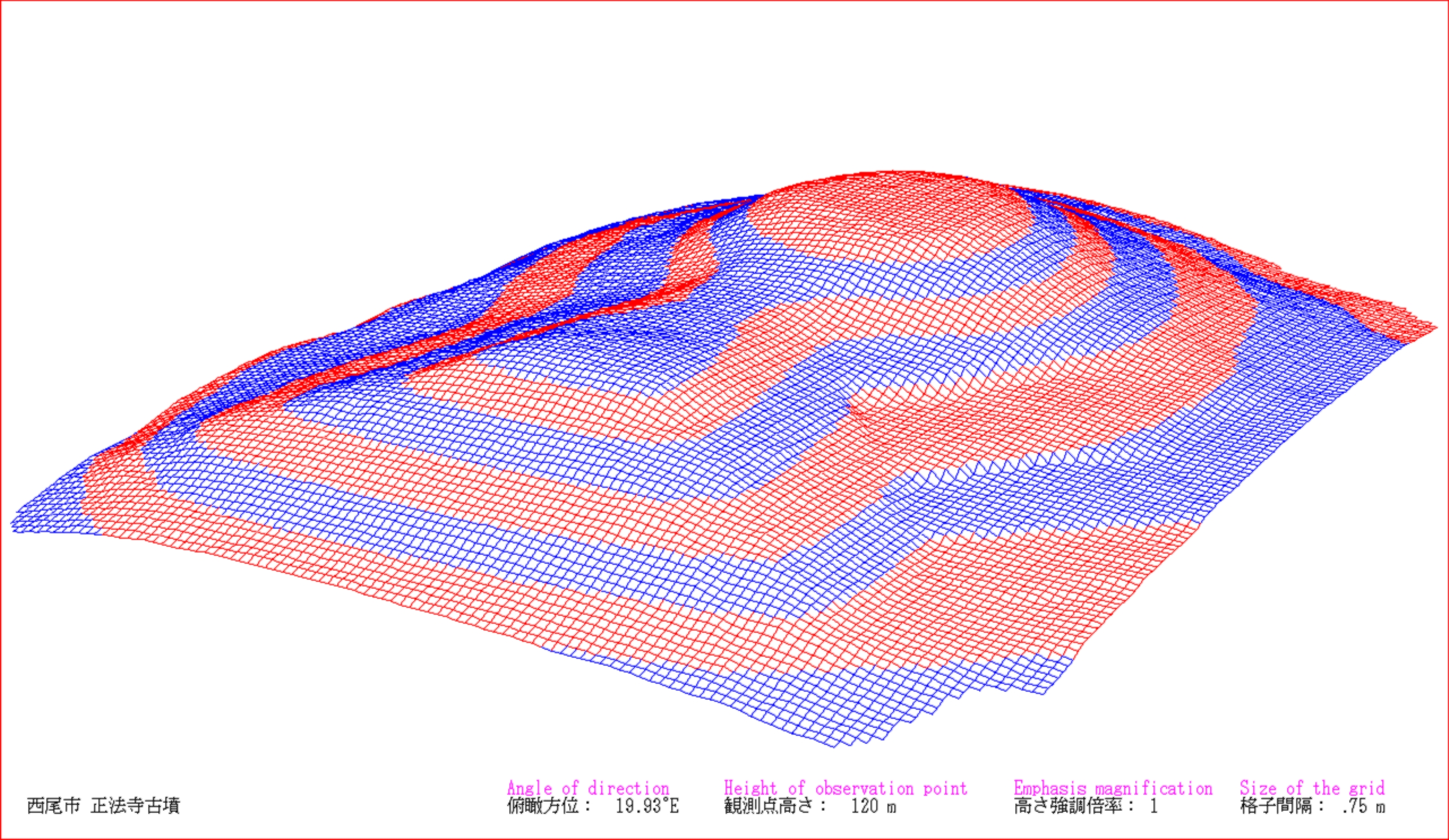
3DCGで描画。南方向から見る
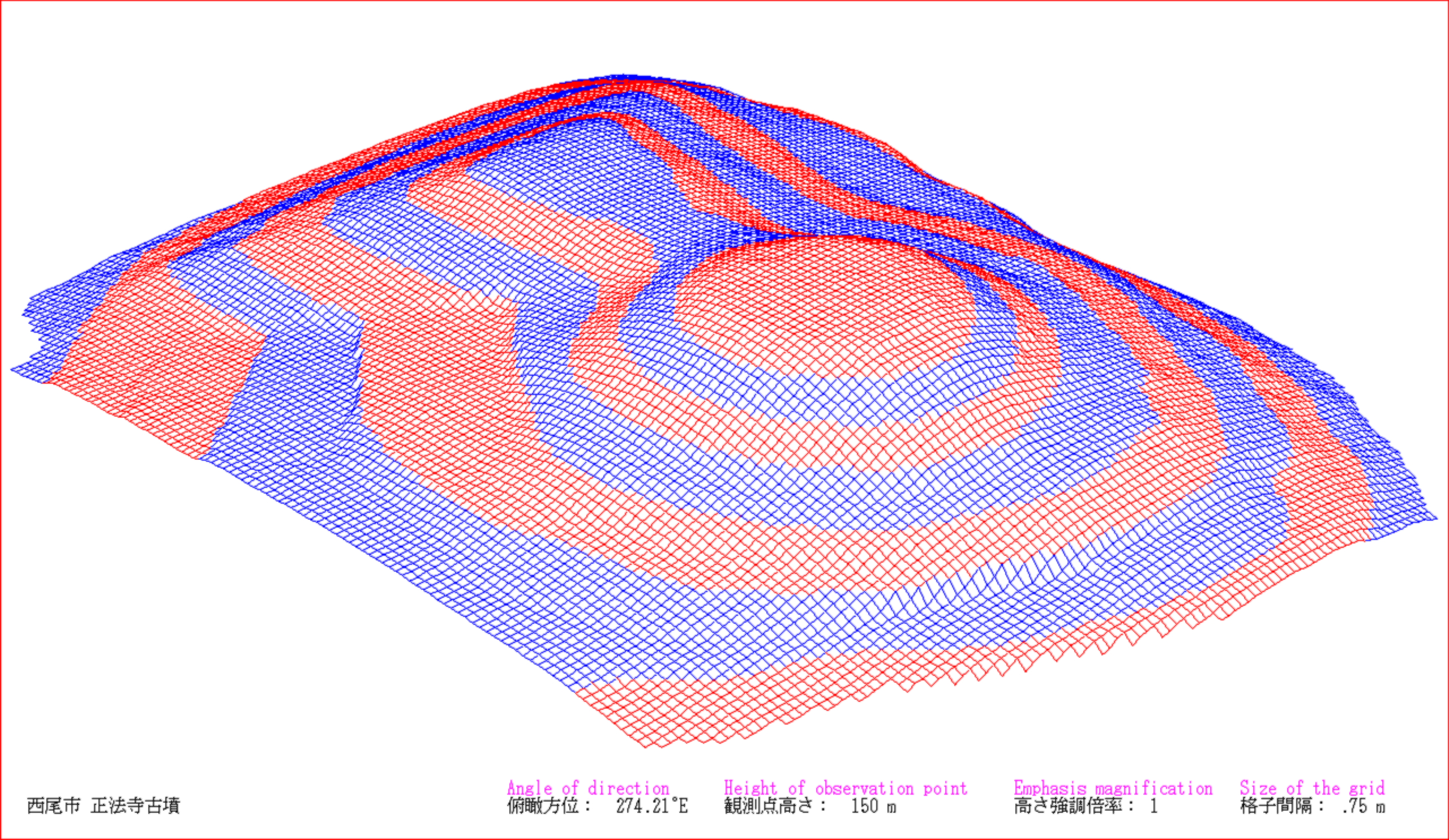
3DCGで描画。東方向から見る
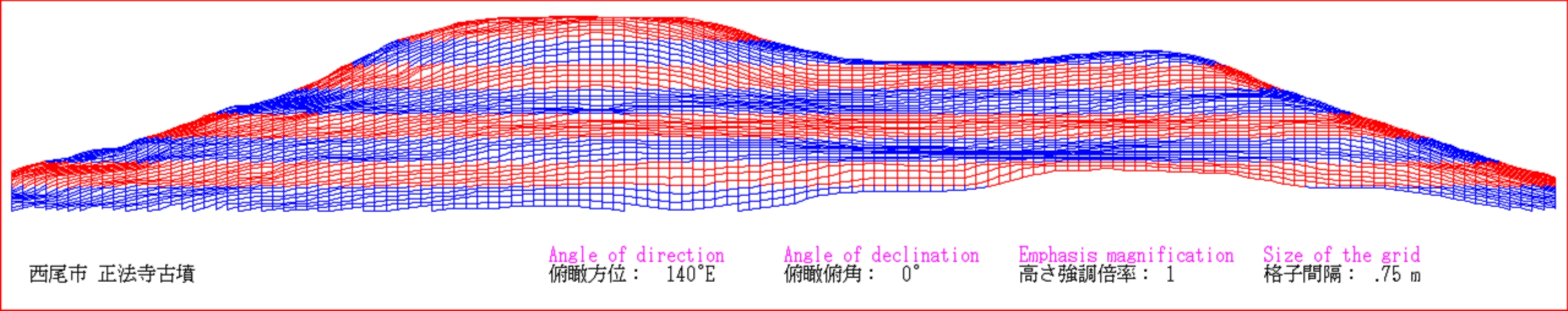
3DCGで描画。真横から見る
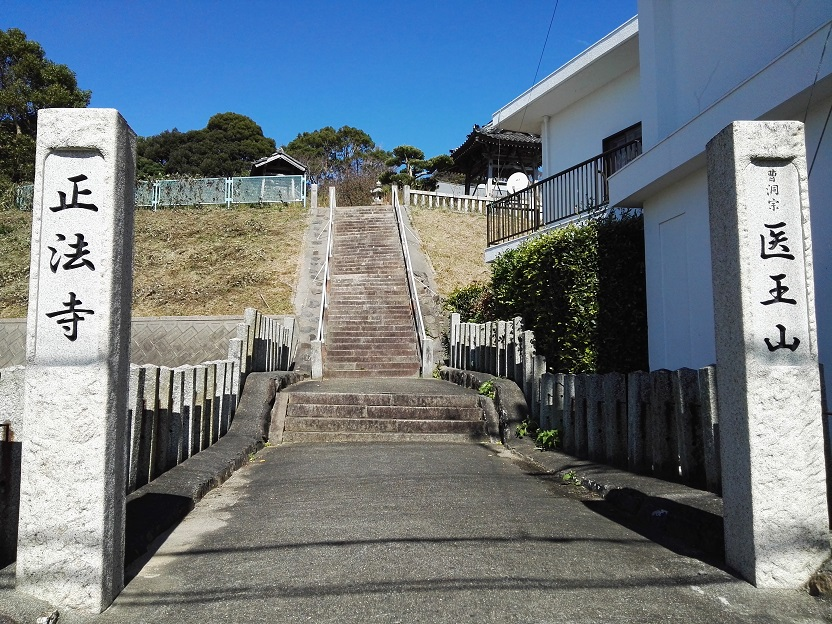
正法寺 入り口

## 交通アクセス
- 所在地：愛知県西尾市吉良町乙川西大山
- 名鉄西尾線・蒲郡線 吉良吉田駅から徒歩で約25分。